# Union nationale des entreprises du paysage

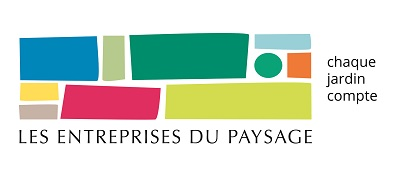

 (mars 2016).
L'Union Nationale des Entreprises du Paysage est une organisation professionnelle du paysage, créée en 1963, et reconnue par les pouvoirs publics (elle négocie la convention collective). Elle représente les 28 600 entreprises de France[Quand ?].
Les entrepreneurs du paysage (paysagistes, reboiseurs, élagueurs, paysagistes d’intérieur et engazonneurs par projection) réunis au sein de l'Unep mettent en commun leurs expériences, animent, organisent et défendent la profession, réfléchissent sur les actions à entreprendre pour faire connaître leurs métiers. 

## Missions
- Représenter et défendre la profession :  La Convention collective nationale des entreprises du paysage a été signée par l’Unep et l’ensemble des partenaires sociaux lors du Congrès 2008 à Marne-la-Vallée. Elle a été étendue par arrêté ministériel du 16 mars 2009, paru au Journal Officiel du 25 mars 2009. Le secteur du paysage est désormais régi par une convention unique pour toute la profession.
- Accompagner et former les adhérents
- Informer et conseiller

### Règles professionnelles
Celles-ci sont rédigées par les professionnels du paysage (entreprises, bureaux d'étude, enseignants...) et sont la transcription et l'identification de leur savoir-faire. Elles constituent une photographie des « bonnes pratiques du secteur ». Les règles professionnelles sont applicables à tout acteur réalisant ou entretenant un aménagement paysager. Il est prévu que ces règles deviennent les normes du paysage[Quand ?][source insuffisante].